# Centre équestre

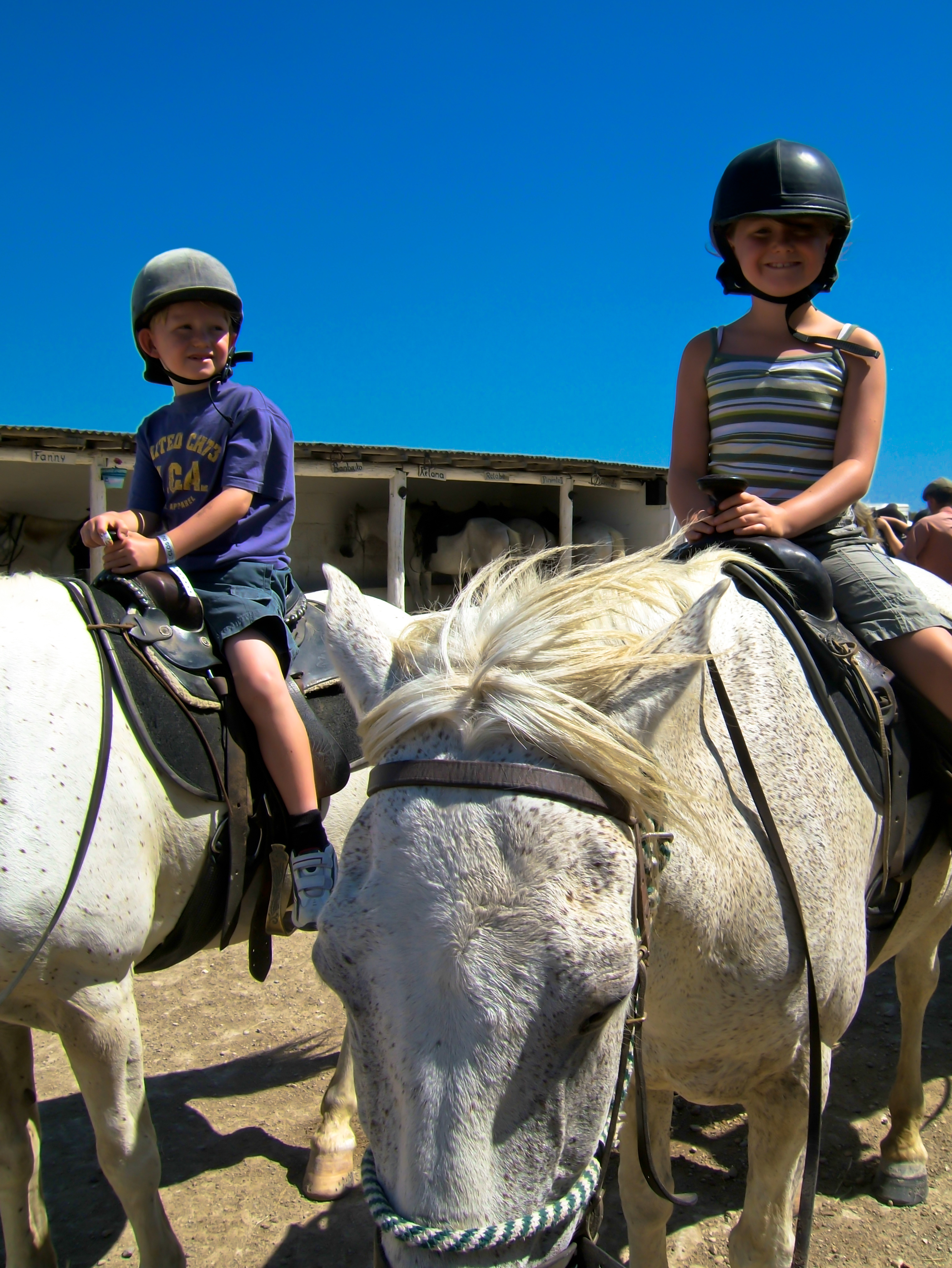
Enfants apprenant l'équitation dans un centre équestre en Camargue.

Un centre équestre (club d'équitation pour les petites structures, poney club pour celles qui n'utilisent que des poneys) est un lieu où s'enseigne et se pratique l'équitation à destination du grand public. Créés depuis le milieu du XXe siècle, ils mettent des chevaux et/ou des poneys dressés et mutualisés à disposition. Les centres équestres participent à la sortie du cheval du domaine militaire et utilitaire, parallèlement à son entrée dans celui des sports et des loisirs. 
La gestion d'un centre équestre s'apparente à celle d'une entreprise. Il doit respecter les réglementations en vigueur dans le pays où il s'implante. Il se compose de différentes structures, afin d'accueillir et de former les cavaliers et les chevaux, telles que des écuries, des manèges intérieurs et extérieurs, l'hébergement pour les cavaliers (notamment pour les camps de vacances), et un service de restauration associé à ce dernier.

## Histoire

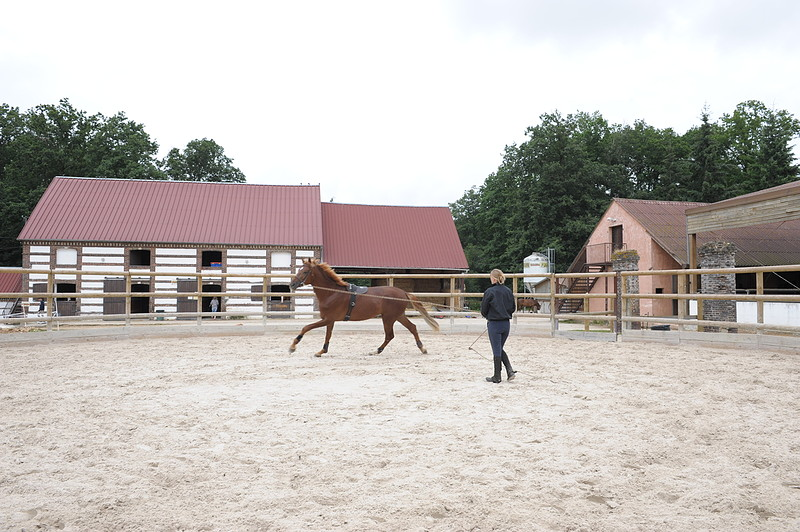
Rond de longe d'un centre équestre, avec les écuries au fond ;
Village équestre de Conches

La création des centres équestres est relativement récente, en effet, jusqu'au milieu du XXe siècle, le cheval est considéré comme un animal utilitaire et militaire. Son entrée dans le milieu du sport reste timide, seuls les paysans, les corps militaires et quelques riches propriétaires gardent des chevaux pour leur propre usage. Le développement du sport équestre, dérivé de l'utilisation militaire du cheval, et de la randonnée équestre, crée une demande en structures de formation pour cavaliers accessibles à tous. 
Les centres équestres sont particulièrement bien représentés en France, où ils participent largement au phénomène de « démocratisation de l'équitation » (Jean-Pierre Digard parle de « massification »). Ils permettent à toute personne, même néophyte, d'approcher des chevaux et de se faire enseigner la manière de les monter et de les soigner.
Les centres équestre se développent en Chine depuis les années 2000, à destination d'une clientèle bourgeoise. 500 d'entre eux sont dénombrés en 2012 et le marché est en pleine croissance.

## Implantation
Du fait de l'hébergement de chevaux et de la place nécessaire à une telle structure, les centres équestres sont plus fréquents en territoires ruraux. En France, ils sont particulièrement bien représentés dans l'Oise (Chantilly, Compiègne et Senlis étant réputées pour leurs structures équestres) et en Normandie. Le pays compte en 2013 environ 8 000 centres équestres. Leur implantation a connu une forte croissance sur la décennie 2000, où le nombre de cavaliers a augmenté de 60 %. 58 % des cavaliers de centre équestre français ont moins de 13 km à parcourir pour rejoindre l'établissement où ils pratiquent.

## Gestion
Un centre équestre est avant tout une entreprise, dont l'ouverture suit la même logique que pour toute création d'entreprise. Le gérant a un statut d'entrepreneur. À ce titre, le centre équestre est soumis à des obligations administratives et des règlements, aussi bien concernant le transport et l'hébergement des équidés que la sécurité des cavaliers ou l'hygiène des lieux. 
Le gérant est libre de choisir la forme juridique qui lui paraît la plus appropriée, y compris celle d'association à but non lucratif. Depuis 2005, en France, le centre équestre est rattaché au domaine agricole. À ce titre, il peut bénéficier d'aides à l'installation en territoire rural.

## Composition
Un centre équestre se compose des éléments parmi les suivants.
- Bureau ou accueil (également appelé club-house) : endroit où les cavaliers sont accueillis, réunis et où les tâches de gestion et administratives sont effectuées.
- Écurie ou box  : locaux où les équidés sont logés.
- Paddock : lieu de forme, de taille et de sol variable où sont libérés des chevaux pour leur repos, leur détente en liberté ou leur convalescence. Il s'agit également du nom d'une autre surface, close, proche d'un manège ou d'une carrière officielle de compétition permettant l'échauffement des cavaliers et des équidés avant leur prestation.

### Formation et entraînement des cavaliers et des chevaux

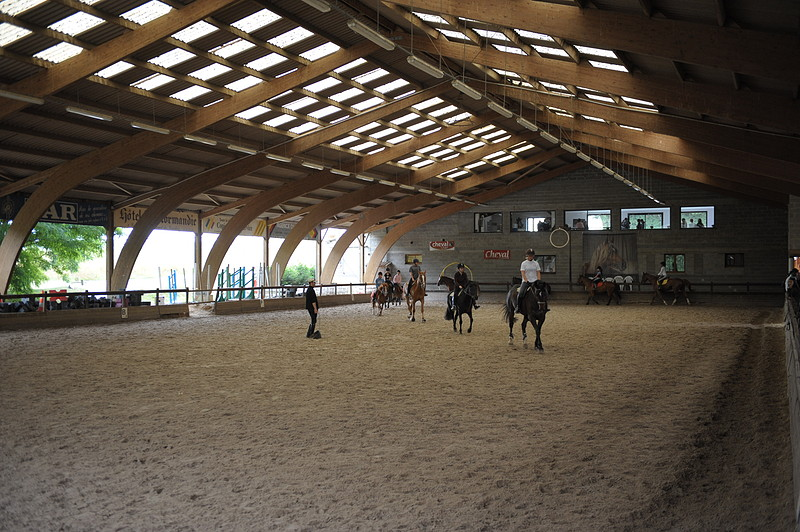
Manège intérieur d'un centre équestre ;
Village équestre de Conches

- Rond de longe (parfois appelé corral ou roundpen) : surface circulaire destinée au travail à la longe ou à une reprise de petits poneys.
- Manège : surface couverte, fermée ou semi-fermée, de dimensions variables, avec une surface de sol souple (souvent du sable), qui sert de lieu de travail et d'entraînement, dans toutes disciplines.
- Carrière : surface non couverte, avec un sol souple (souvent du sable) close et de dimensions variables, qui sert de lieu de travail et d'entraînement.
- Piste de galop : peu fréquente en centre équestre, la piste de galop est une longue allée de sable, terre ou d'herbe, qui permet l'entraînement d'un cheval à un travail de résistance ou d'endurance.
- Parcours de cross : parcours composé d'obstacles fixes de cross, une des trois épreuves du concours complet d'équitation (CCE).

### Hébergement des équidés
L'hébergement en centre équestre peut prendre plusieurs formes, à savoir:
- le box : lieu clos qui permet au cheval de vivre seul et qui dispose ainsi de la liberté de mouvement.
- la stalle : hébergement dans lequel le cheval est attaché par un système coulissant qui lui permet de manger, de se coucher, de regarder sur les côtés et de reculer légèrement.
- la pâture ou le pré : espace clos en herbe, normalement muni d'abris pour les chevaux.
- la stabulation libre : lieu abrité d'une certaine taille où plusieurs équidés sont regroupés en liberté.

## Critiques

### Encadrement
Les centres équestres peuvent être objets de critiques. Il a souvent été reproché à la Fédération française d'équitation l'absence d'encadrement de l'implantation des centres équestres sur le territoire, ce qui a entraîné une baisse des marges de chacun d'eux en raison de la concurrence, et un risque de saturation du marché. Cependant, la FFE estime la régulation des centres équestres impossible, dans la mesure où ils relèvent du droit commercial. La qualité de l'enseignement y est souvent critiquée par les cavaliers professionnels. Elle est très variable d'un club à un autre, il est fortement conseillé de suivre les cours plusieurs fois avant de s'inscrire dans l'un d'eux, de manière à juger des compétences des moniteurs.

### Bien-être animal et abattage des chevaux en fin de carrière
Les associations de protection animale relèvent parfois des abus, tels qu'une sous-alimentation des chevaux ou des défauts de soin dans les centres équestres. La Camargue est particulièrement touchée par ce phénomène. Les conditions d'exploitation des chevaux randonneurs, dans les années 1970 et 1980, ont été fréquemment dénoncées. Les centres de « promenades à cheval » dans les réserves de la région (comme près de l'étang de Vaccarès) présentent alors des conditions de sécurité, d'hygiène et de respect animal insuffisantes,. Au fil des années, la situation s'arrange. En 2012, d'après Cheval Magazine, de gros progrès ont été réalisés, bien qu'il reste possible de trouver des chevaux sellés, sanglés et bridés à longueur de journée au mépris de la réglementation, des arnaques et autres « pièges à touristes ». 90 % des centres équestres des Saintes-Maries-de-la-Mer font partie d'une association qui a permis de mettre fin aux abus concernant la maltraitance des chevaux et le manque d'expérience des accompagnateurs. Une charte a été mise en place en 2005.
Une autre forme d'exploitation du cheval souvent dénoncée tient au fait qu'un bon nombre de centres équestres envoient directement ou indirectement leurs chevaux à l'abattoir en fin de carrière. La question fait l'objet d'un tabou. Les mouvements végans, opposés à toute exploitation animale par l'homme, sont naturellement contre le principe même des centres équestres.

## Centres équestres dans la culture
De nombreuses séries littéraires mettent en scène des centres équestres, en particulier dans des histoires pour adolescentes et jeunes filles. L'une d'elles est Grand Galop, dont les aventures se déroulent dans un club nommé « Le pin creux ». Il en existe d'autres, comme En selle ! , Heartland ,...